# 森本毅郎
森本毅郎（1939年9月18日—），日本電視節目主持人；慶應義塾大學畢業。

## 現在擔任節目
TBS
- 《閒談!TOKYO MAGAMIZE》（噂の!東京マガジン）

TBS Radio
- 《森本毅郎 STANDBY!》（森本毅郎・スタンバイ!）

## 播報及主持節目經歷
NHK
- 《新日本紀行》（新日本紀行；1973年 - 1974年）
- 《女性手帳》（女性手帳；1974年 - 1977年）
- 《教養特集》（教養特集；1977年 - 1979年）
- 《NHK大河劇：燃草》（大河ドラマ『草燃える』；1979年）
- 《NHK News Wide》（NHKニュースワイド；1980年 - 1984年）

TBS
- 《森本毅郎爽朗朗 WIDE》（森本毅郎さわやかワイド；1984 - 1987年）
- 《JNN NEWS 22 PRIME TIME》（JNNニュース22プライムタイム；1987年 - 1988年）
- 《那個是想要知道的》（そこが知りたい；1987年 - 1997年）
- 《タケロー SPICY》（ぴりっとタケロー；1990年）
- 《正午悠悠然自得!》（悠々!お昼です；1990 - 1991年）
- 《WIDE! WATCH》（わいど!ウオッチャー；1993年 - 1995年）
- 《人間痛快學!》（スパスパ人間学 !；1999年 - 2004年）

富士電視台
- 《SUPER NIGHT》（スーパーナイト；1997年 - 2001年）
- 《情報 LIVE EASY ! TV 》（情報ライブEZ!TV；2001年 - 2005年）

朝日電視台
- 《GREAT MOTHER古老傳奇》（グレートマザー物語；2001年 - 2007年）

## 外部連結
- TBS RADIO 954 kHz　パーソナリティ・プロフィール 森本毅郎 （页面存档备份，存于）